# Castilleja linariifolia
Castilleja linariifolia és una planta paràsita nativa dels Estats Units i és l'emblema floral de l'estat de Wyoming. Un dels molts noms comuns que té és Indian paintbrush (pinzell indi)
Fa fins a un metre d'alt i té les fulles linears d'entre 20 a 80 mm de llargada amb tres lòbuls, Les flors tenen un calze de vermell a groc i un tub floral de groca verd, apareixen en panícules o espigues entre juny i setembre.

## Distribució

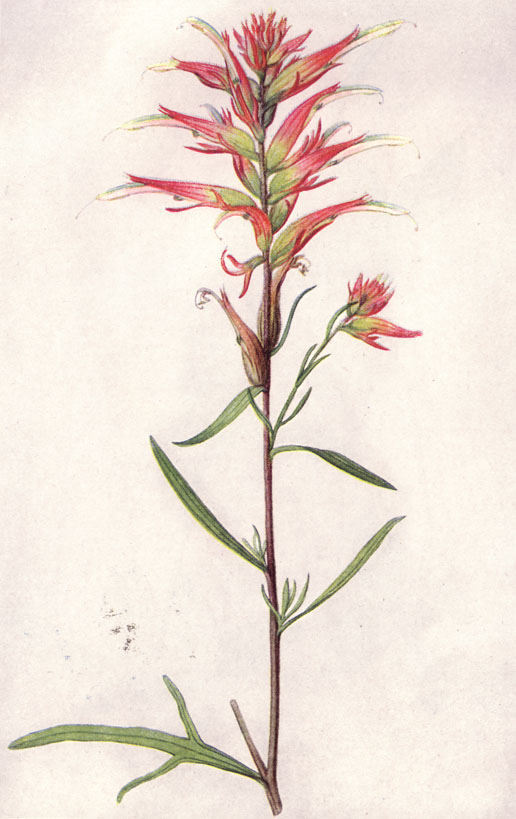
Una il·lustració de National Geographic del 1917.

Es troba en llocs rocosos i planes àrides associat a la brolla d'artemísia, a boscos de pins o a les plantes del gènere Juniperus. És nativa d'Arizona, Califòrnia, Colorado, Idaho, Montana, Nou Mèxic, Nevada, Oregon, Utah i Wyoming.
El 31 de gener de 1917 va ser adoptada, oficialment, com flor de l'estat de Wyoming.